# フランケンシュタディオン
フランケンシュタディオン（独: Frankenstadion）は、ドイツのバイエルン州ニュルンベルク市にある多目的スタジアムである。収容人数は44,308人。

## 概要
ニュルンベルク市街の南東にあるルイトポルトハインという広大な公園にある。戦間期の文化やスポーツへの関心の高まりや、地元のサッカークラブで1920年代にはドイツ随一の強豪であった1.FCニュルンベルクの活躍を背景に、1925年からスタジアムの建設が始まり、1928年に「シュタティシェ・シュタディオン」（独: Städtisches Stadion、「市営スタジアム」の意）として開業した。ナチ党の権力掌握以後、ルイトポルトハインはナチ党党大会会場となり、市営スタジアムは党大会期間中は「ヒトラー・ユーゲントの日」が開催された。敗戦後は米陸軍に接収され、1961年までは「ヴィクトリー・スタジアム」(英: Victory Stadium) と呼ばれた。
近隣のツァーツァーベルスホーフに本拠地となるスタジアムを保有していた1.FCニュルンベルクは、ブンデスリーガが始まる1963年より当スタジアムをホームスタジアムとして使用するようになった。1972年ミュンヘンオリンピックでサッカー予選会場として使用され、2006年のドイツW杯では5試合が開催された。
サッカー以外にも毎年秋にロック・イム・パルクが開催されている。2008年7月にはドイツ陸上競技選手権大会兼北京オリンピック代表選考会が開催された。
スタジアムへのアクセスはニュルンベルク地下鉄のメッセ駅またはSバーンS2のフランケンシュタディオン駅が至近。フランケンシュタディオン駅のほうがスタジアムにより近く、駅を降りると目の前にDTMのサーキットの一つノリスリンクがあり、ナチス党大会で有名なツェッペリン広場と多目的アリーナのアレーナ・ニュルンベルガー を横目にスタジアムへ向かう。

### スタジアム名
1991年よりバイエルン州の地方名であるフランケン地方に因んだ「フランケンシュタディオン」という名称が用いられるようになったが、2006年に命名権が売却され、5年間はDZバンクが命名権を取得し「イージークレジット・シュタディオン」(独: easyCredit-Stadion) となった。2013年2月にはニュルンベルクに本社を置く家電メーカーのグルンディッヒが命名権を獲得し「グルンディッヒ・シュタディオン」（独: Grundig Stadion）に改名されている。
2016年に命名権契約が満了となり、一時的に「シュタディオン・ニュルンベルク」（独: Stadion Nürnberg）となった後に、2017年から3年間の命名権を取得したBNPパリバグループのコンサーバンクが、2006年の命名権売却に反発した1.FC ニュルンベルクのファンが名付けた「マックス・モーロック・シュタディオン」(独: Max-Morlock-Stadion) の名称を用いている。

## 重要な試合

### 2006 FIFAワールドカップ
| 日付    | キックオフ (CEST) | チーム1      | 結果 | チーム2              | ラウンド              | 観客数 |
| ------- | ----------------- | ------------ | ---- | -------------------- | --------------------- | ------ |
| 6月11日 | 18:00             | メキシコ     | 3–1  | イラン               | グループ D            | 41,000 |
| 6月15日 | 18:00             | イングランド | 2–0  | トリニダード・トバゴ | グループ B            | 41,000 |
| 6月18日 | 15:00             | 日本         | 0–0  | クロアチア           | グループ F            | 41,000 |
| 6月22日 | 16:00             | ガーナ       | 2–1  | アメリカ合衆国       | グループ E            | 41,000 |
| 6月25日 | 21:00             | ポルトガル   | 1–0  | オランダ             | 決勝トーナメント1回戦 | 41,000 |